# 圣乔治-迪洛梅利纳
圣乔治-迪洛梅利纳（義大利語：San Giorgio di Lomellina）是意大利帕维亚省的一个市镇。总面积25平方公里，人口1173人，人口密度46.9人/平方公里（2009年）。国家统计（ISTAT）代码为018136。